# Samba afro
La samba afro est un genre musical originaire de Bahia, interprété par des blocs afro originaire de cet État brésilien, notamment Ilê Aiyê.
Selon les chercheurs, il s'agit d'un complexe rythmique, qui consiste en une fusion du rythme des écoles de samba avec la samba dure et le cabula, un rythme traditionnel exécuté dans les terreiros de candomblé de la nação angolaise, mélangé avec rythmes du candomblé Queto, tels que opanijé (pt), savalu, daró et ijexá (pt).